# Finn von Eyben
Finn Edler von Eyben (* 27. Juli 1944 in Kopenhagen) ist ein dänischer Internist, der auch als Jazz- und Improvisationsmusiker (Kontrabass, Komposition) hervorgetreten ist; als Onkologe hat er die Grundlagen für einen mikrobiologischen Standardtest gelegt.

## Leben und Wirken
Eyben lernte früh Cello und wechselte dann zum Kontrabass. Seit 1959 gehörte er zu dem Sextett Boptetten, aus dem sich ein Quintett um Willy Jaegert und John Tchicai entwickelte, das wöchentlich auftrat; 1962 wurde es nach Helsinki auf die Weltjugendspiele eingeladen, wo sie in Kontakt zu Bill Dixon und Archie Shepp kamen.
In den nächsten Jahren trat Eyben in Kopenhagen mit der Radiojazzgruppen auf und leitete eigene Ensembles; auch improvisierte er mit den Dichtern Poul Borum und Inger Christensen, dem Fluxuskünstler Henning Christiansen und dem Maler Poul Gernes. 1965 tourte er mit dem New York Art Quartet um Roswell Rudd und John Tchicai auch jenseits von Dänemark (ein Konzert bei Radio Hilversum wurde 1971 als Raubpressung unter Rudds Name veröffentlicht). 1964 lernte er von Michael von Biel das Konzept kennen, Musiker durch verbale Instruktionen anzuleiten, das er auch für seine Einspielungen eigener Stücke mit der Radiojazzgruppen verwendete.
Eyben war nach seinem Medizinstudium mehr als 35 Jahre lang als Arzt im Bereich der Inneren Medizin und Onkologie tätig, hauptsächlich als Forscher und Berater. Er hat mehr als 140 Originalmitteilungen und andere Artikel in wissenschaftlichen Zeitungen veröffentlicht. Als erster Onkologe hat er beschrieben, dass erhöhte Werte von L-Lactatdehydrogenase auf testikuläre Keimzelltumoren hinweisen können. Zudem beschrieb er den mikroinvasiven Keimzelltumor des Hodens als Zwischenstufe bei der Entwicklung testikulärer Keimzelltumoren. Auch wies er auf ophthalmologische Komplikation durch Tamoxifen hin und etablierte die Ansicht, dass Mitotan als Ursache einer akuten intermittierenden Porphyrie sein kann. Zudem bestätigte er den Nachweis, dass Zigarettenrauchen ein hochsignifikanter und der wichtigste veränderbare kardiovaskuläre Risikofaktor für einen akuten Herzinfarkt bei Menschen unter 40 Jahren ist. Entsprechend trat er auch öffentlich für ein rauchfreies Dänemark ein. Er veröffentlichte ein Buch über testikuläre Keimzelltumore und eines über Raucherentwöhnung.

## Diskographische Hinweise
- New York Art Quartet (Cuneiform Records 2010, mit Roswell Rudd, John Tchicai, Louis Moholo, rec. 1965)
- Cadentia Nova Danica August 1966 Jazzhus Montmartre (Storyville 2016, mit Hugh Steinmetz, Kim Menzer, John Tchicai, Karsten Vogel, Steffen Andersen, Bo Thrige Andersen, Giorgio Musoni)
- Finn von Eyben Workshop & Radiojazzgruppen Plays Finn von Eyben (Storyville 2016, mit Jesper Bech Nielsen, Kim Menzer, Søren Svagin, Teit Jørgensen bzw. Allan Botschinsky, Palle Mikkelborg, Eje Thelin, Bent Nielsen, Bernt Rosengren, Per Carsten Petersen, Uffe Karskov, András Adorján, Fritz von Bülow, Otto Francker, Ole Kock Hansen, Niels-Henning Ørsted Pedersen, Bjarne Rostvold; rec. 1966–67)